# Salesforce
Salesforce, Inc. – amerykańskie przedsiębiorstwo świadczące usługi z zakresu przetwarzania w chmurze z siedzibą w San Francisco. W 2022 roku firma stała się największym na świecie producentem oprogramowania dla przedsiębiorstw.

## Historia
Przedsiębiorstwo zostało założone w 1999 roku przez byłego dyrektora firmy Oracle Corporation, Marca Benioffa wraz z jego wspólnikami: Parkerem Harrisem, Dave’em Moellenhoffem oraz Frankiem Dominguezem jako firmę świadczącą usługi na modelu SaaS. Pierwszymi inwestorami w firmie stali się Larry Ellison – współzałożyciel i pierwszy prezes firmy Oracle Corporation oraz Halsey Minor – autor witryny CNet.
Firma Salesforce została dotknięta efektem bańki internetowej, w konsekwencji czego zarząd w 2000 roku zwolnił 20% zatrudnionych osób w przedsiębiorstwie. Pomimo strat spowodowanych kryzysem gospodarczym, dochody firmy w ciągu trzech lat urosły z wartości 5,4 miliona w roku podatkowym 2001 do ponad 100 milionów dolarów w roku podatkowym 2003.
W 2003 roku przedsiębiorstwo po raz pierwszy poprowadziło autorską konferencję nazwaną „Dreamforce” w San Francisco. W czerwcu 2004 spółka otrzymała pierwszą ofertę publiczną opiewającą na kwotę 110 milionów dolarów na Nowojorskiej Giełdzie Papierów Wartościowych.
W 2009 roczne przychody firmy po raz pierwszy osiągnęły pułap ponad miliarda dolarów.
1 grudnia 2020 ogłoszono, że przedsiębiorstwo za 27,7 miliarda dolarów zakupi firmę Slack Technologies – producenta oprogramowania Slack, a do przejęcia doszło 21 lipca 2021. Dziennikarze oraz inwestorzy wyrazili zaniepokojenie wobec kwoty oferty znacznie przewyższającej ówczesną wartość kupowanego przedsiębiorstwa.
24 sierpnia 2022 Salesforce opublikowało raport dotyczący przychodów przedsiębiorstwa za drugi kwartał, który przedstawia zarobki w wysokości 7,72 miliarda dolarów, dzięki czemu stało się największym na świecie dostawcą oprogramowania dla przedsiębiorstw, wyprzedzając firmę SAP SE.
W listopadzie 2022 ogłoszono, że w odpowiedzi na zauważalne obniżenie popytu na usługi w niektórych krajach i branżach przedsiębiorstwo zamierza zwolnić pracowników prowadzących sprzedaż w tych działach, co doprowadziło do redukcji kilkuset etatów w firmie.

## Usługi
Usługi Salesforce obejmują zakres oprogramowania przeznaczonego do zarządzania relacjami z klientami, marketingu i sprzedaży. Firma zajmuje się także rozwojem oprogramowania Slack po przejęciu przedsiębiorstwa Slack Technologies.